# Équipe de Tunisie de Coupe Davis
L'équipe de Tunisie de Coupe Davis représente la Tunisie à la Coupe Davis. Elle est placée sous l'égide de la Fédération tunisienne de tennis.

## Historique
Créée en 1982, sa meilleure performance est le 1er tour du groupe mondial II de la zone Europe/Afrique.

## Joueurs de l'équipe
- Haithem Abid (en)[1]
- Wassim Derbal
- Aziz Dougaz (en)[1]
- Moez Echargui (en)[1]
- Anis Ghorbel (en)
- Sami Ghorbel
- Malek Jaziri[1]
- Skander Mansouri[1]
- Aziz Ouakaa (en)[1]